# Văr

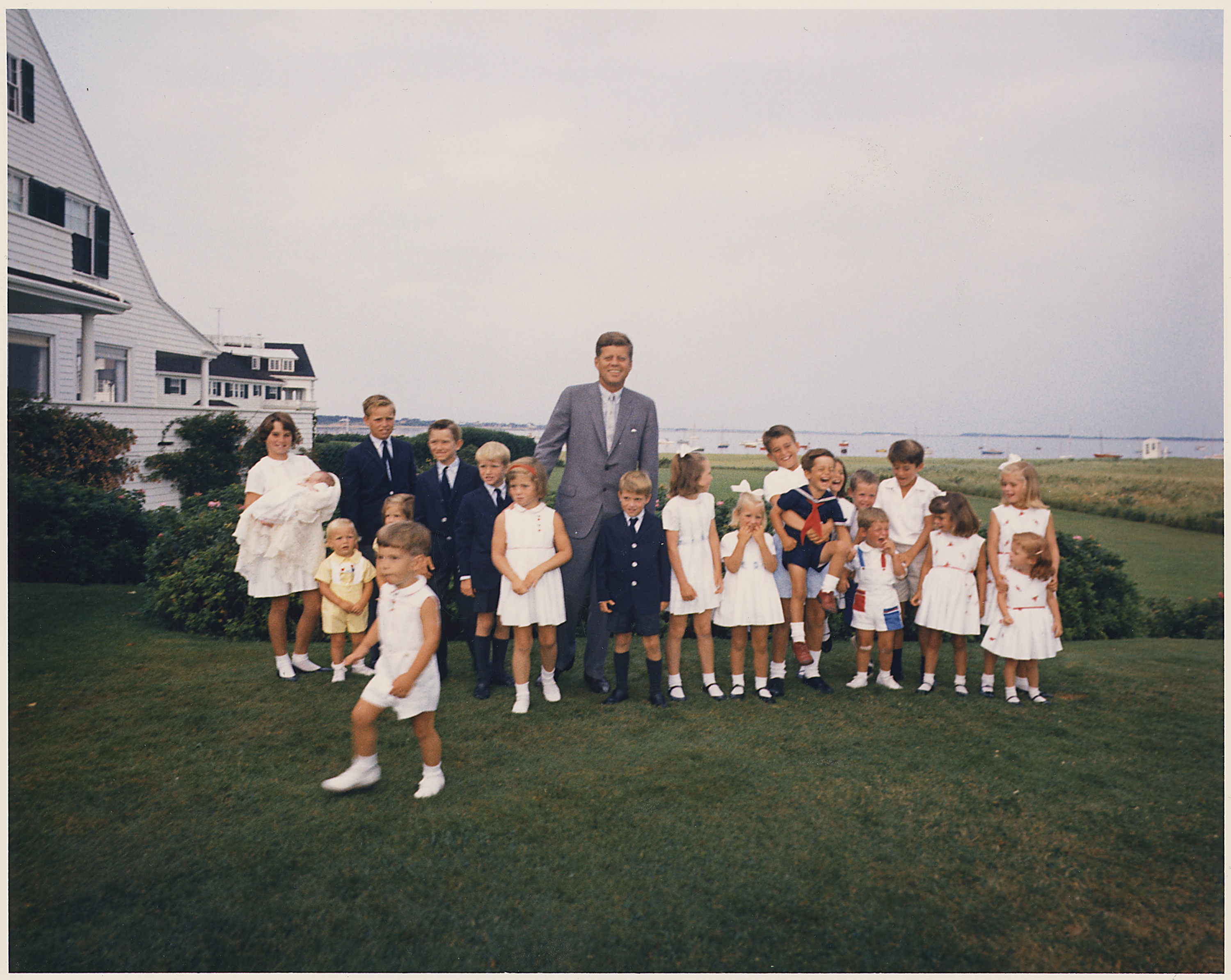
John F. Kennedy Jr. împreună cu tatăl și verișorii săi

Vărul sau verișorul este, în terminologia rudeniei, o persoană cu care subiectul împărtășește unul sau mai mulți strămoși, alții decât părinții. 
În general, persoana se numește „văr” sau „verișor” dacă este de gen masculin, și „vară” sau „verișoară” dacă este de gen feminin. Gradul măsoară separarea, în generații, de la strămoșul comun cel mai recent până la un părinte al unuia dintre veri (cel mai apropiat). Astfel, două persoane sunt veri de gradul I dacă sunt fiii a doi frați (au bunici în comun); două persoane sunt veri de gradul II dacă sunt fiii a doi veri de gradul I (au străbunici în comun), etc..

## Etimologie
Termenul românesc văr provine din sintagma din latina vulgară consobrinus verus, consobrina vera,„văr adevărat”, „vară adevărată (verișoară adevărată)” și prin schimbarea categoriei morfologice, din adjectiv în substantiv, a cuvântului verus, -a.

## Definiri
Oamenii sunt înrudiți ca veri dacă au un strămoș comun și sunt separați de cel mai recent strămoș comun, cu două sau mai multe generații. Acest lucru înseamnă că niciuna dintre persoane nu este strămoșul celeilalte, nu au un părinte comun (nu sunt frați) și nici una nu este fratele părintelui celeilalte (nu sunt mătușa/unchiul și nici nepoata/nepotul celeilalte). În sistemul englezesc, relația dintre verișori este detaliată și mai mult, prin conceptele de grad și îndepărtare (removal).
Gradul reprezintă numărul de generații ulterioare strămoșului comun. Acest lucru înseamnă că gradul reprezintă separarea vărului de strămoșul comun minus unu. De asemenea, în cazul în care verii nu sunt separați de strămoșul comun de același număr de generații, pentru a determina gradul se folosește vărul cu cea mai mică separare. Îndepărtarea (removal) este diferența dintre numărul de generații de la fiecare văr până la strămoșul comun. Două persoane pot fi îndepărtate, dar pot avea aproximativ aceeași vârstă, datorită diferențelor dintre datele de naștere ale părinților, copiilor și ale altor strămoși relevanți.

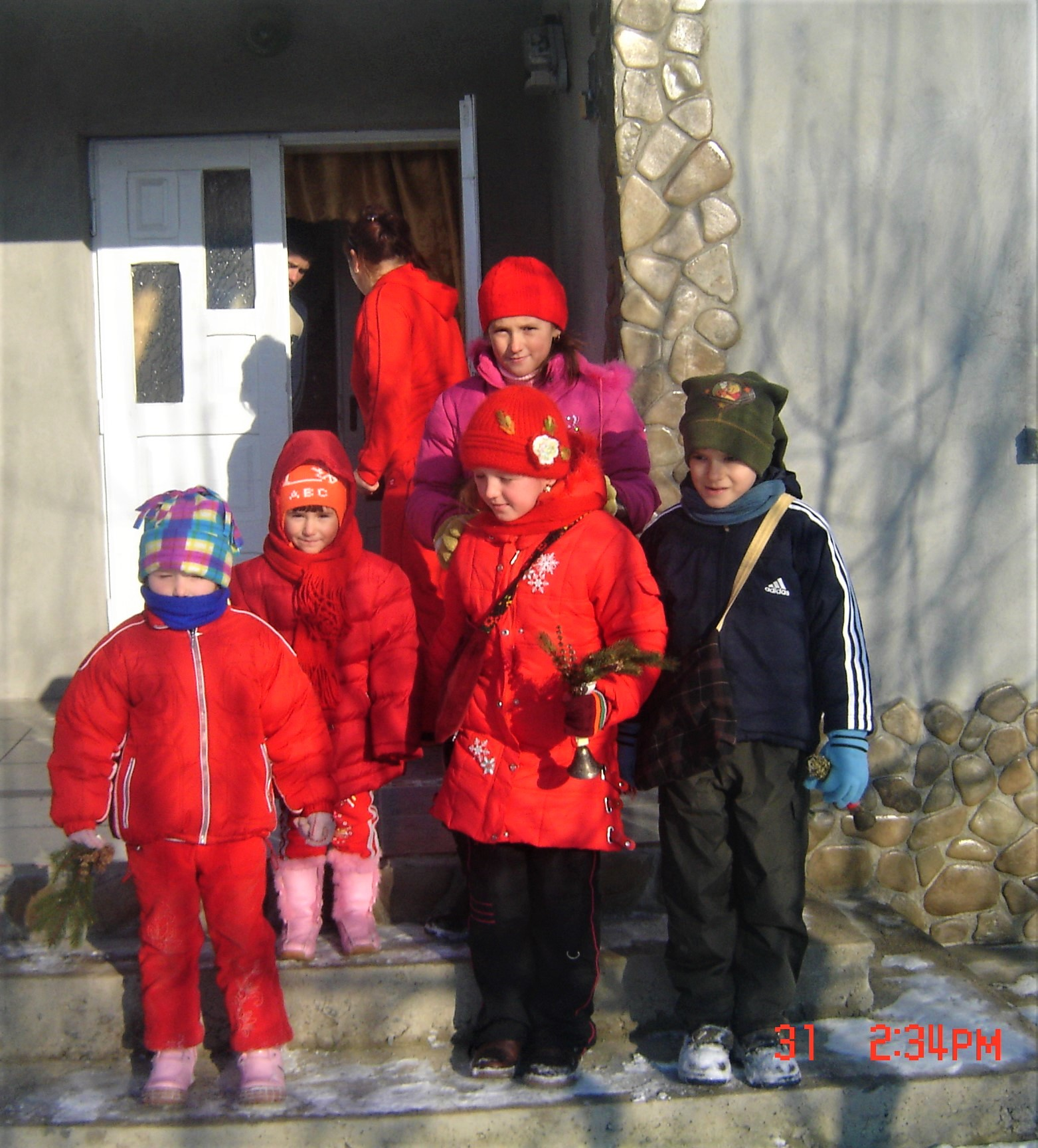
Veri primari din satul Draxini, județul Botoșani (2008)

| \| \| \| \| \| \| \| \| \| Iosif \| Iosif \| Iosif \| Iosif \| Iosif \| Iosif \| \| \| Lucreția \| Lucreția \| Lucreția \| Lucreția \| Lucreția \| Lucreția \| \| \| \| \| \| \| \| \| \| \| Grad \| Grad \| Grad \| Grad \| Grad \| Grad \| \| \| \| \| \| \| \| \| \| Iosif \| Iosif \| Iosif \| Iosif \| Iosif \| Iosif \| \| \| Lucreția \| Lucreția \| Lucreția \| Lucreția \| Lucreția \| Lucreția \| \| \| \| \| \| \| \| \| \| \| Grad \| Grad \| Grad \| Grad \| Grad \| Grad \| \| \| \| \| \| \| \| \| \| \| \| \| \| \| \| \| \| \| \| \| \| \| \| \| \| \| \| \| \| \| \| \| \| I \| \| \| \| \| \| \| \| \| \| \| \| \| \| \| \| \| \| \| \| \| \| \| \| \| \| \| \| \| \| \| \| \| \| \| \| \| \| \| \| \| \| \| \| \| \| Paul \| Paul \| Paul \| Paul \| Paul \| Paul \| \| \| Maria \| Maria \| Maria \| Maria \| Maria \| Maria \| \| \| Carol \| Carol \| Carol \| Carol \| Carol \| Carol \| \| \| Claudia \| Claudia \| Claudia \| Claudia \| Claudia \| Claudia \| \| \| II \| II \| II \| II \| II \| II \| \| Paul \| Paul \| Paul \| Paul \| Paul \| Paul \| \| \| Maria \| Maria \| Maria \| Maria \| Maria \| Maria \| \| \| Carol \| Carol \| Carol \| Carol \| Carol \| Carol \| \| \| Claudia \| Claudia \| Claudia \| Claudia \| Claudia \| Claudia \| \| \| II \| II \| II \| II \| II \| II \| \| \| \| \| \| \| \| \| \| \| \| \| \| \| \| \| \| \| \| \| \| \| \| \| \| \| \| \| \| \| \| \| \| III \| \| \| \| \| \| \| \| \| \| \| \| \| \| \| \| \| \| \| \| \| \| \| \| \| \| \| \| \| \| \| \| \| \| \| \| \| \| \| \| \| \| \| \| \| \| Daiana \| Daiana \| Daiana \| Daiana \| Daiana \| Daiana \| \| \| David \| David \| David \| David \| David \| David \| \| \| Daniela \| Daniela \| Daniela \| Daniela \| Daniela \| Daniela \| \| \| Ionel \| Ionel \| Ionel \| Ionel \| Ionel \| Ionel \| \| \| \| \| \| \| \| \| \| Daiana \| Daiana \| Daiana \| Daiana \| Daiana \| Daiana \| \| \| David \| David \| David \| David \| David \| David \| \| \| Daniela \| Daniela \| Daniela \| Daniela \| Daniela \| Daniela \| \| \| Ionel \| Ionel \| Ionel \| Ionel \| Ionel \| Ionel \| \| \| \| \| \| \| \| \| \| \| \| \| \| \| \| \| \| \| \| \| \| \| \| \| \| \| \| \| \| \| \| \| \| \| \| \| \| \| \| \| \| \| \| \| \| \| \| \| \| \| \| \| \| \| \| \| \| \| \| \| \| \| \| \| \| \| \| \| \| \| \| \| \| \| \| \| \| \| \| \| \| \| \| \| \| \| \| Felicia \| Felicia \| Felicia \| Felicia \| Felicia \| Felicia \| \| \| Valentin \| Valentin \| Valentin \| Valentin \| Valentin \| Valentin \| \| \| George \| George \| George \| George \| George \| George \| \| \| Elena \| Elena \| Elena \| Elena \| Elena \| Elena \| \| \| \| \| \| \| \| \| \| Felicia \| Felicia \| Felicia \| Felicia \| Felicia \| Felicia \| \| \| Valentin \| Valentin \| Valentin \| Valentin \| Valentin \| Valentin \| \| \| George \| George \| George \| George \| George \| George \| \| \| Elena \| Elena \| Elena \| Elena \| Elena \| Elena \| \| \| \| \| \| \| \| \| \| \| \| \| \| \| \| \| \| \| \| \| \| \| \| \| \| \| \| \| \| \| \| \| \| \| \| \| \| \| \| \| \| \| \| \| \| \| \| \| \| \| \| \| \| \| \| \| \| \| \| \| \| \| \| \| \| \| \| \| \| \| \| \| \| \| \| \| \| \| \| \| \| \| \| \| \| \| \| \| \| \| \| \| \| \| \| Medeea \| Medeea \| Medeea \| Medeea \| Medeea \| Medeea \| \| \| Adina \| Adina \| Adina \| Adina \| Adina \| Adina \| \| \| \| \| \| \| \| \| \| \| \| \| \| \| \| \| |         |         |         |         |         |  |  |          |          |          |          |          |          |  |  |          |          |          |          |          |          |  |  |         |         |         |         |         |         |  |  |      |      |      |      |      |      |
| Exemplu de structură a unei familii. David și Daniela sunt veri primari, Valentin și George sunt verișori de gradul II, iar Medeea și Adina sunt verișoare de gradul III. |         |         |         |         |         |  |  |          |          |          |          |          |          |  |  |          |          |          |          |          |          |  |  |         |         |         |         |         |         |  |  |      |      |      |      |      |      |
| |         |         |         |         |         |  |  | Iosif    | Iosif    | Iosif    | Iosif    | Iosif    | Iosif    |  |  | Lucreția | Lucreția | Lucreția | Lucreția | Lucreția | Lucreția |  |  |         |         |         |         |         |         |  |  | Grad | Grad | Grad | Grad | Grad | Grad |
| |         |         |         |         |         |  |  | Iosif    | Iosif    | Iosif    | Iosif    | Iosif    | Iosif    |  |  | Lucreția | Lucreția | Lucreția | Lucreția | Lucreția | Lucreția |  |  |         |         |         |         |         |         |  |  | Grad | Grad | Grad | Grad | Grad | Grad |
| |         |         |         |         |         |  |  |          |          |          |          |          |          |  |  |          |          |          |          |          |          |  |  |         |         |         |         |         |         |  |  | I    |      |      |      |      |      |
| |         |         |         |         |         |  |  |          |          |          |          |          |          |  |  |          |          |          |          |          |          |  |  |         |         |         |         |         |         |  |  |      |      |      |      |      |      |
| Paul | Paul    | Paul    | Paul    | Paul    | Paul    |  |  | Maria    | Maria    | Maria    | Maria    | Maria    | Maria    |  |  | Carol    | Carol    | Carol    | Carol    | Carol    | Carol    |  |  | Claudia | Claudia | Claudia | Claudia | Claudia | Claudia |  |  | II   | II   | II   | II   | II   | II   |
| Paul | Paul    | Paul    | Paul    | Paul    | Paul    |  |  | Maria    | Maria    | Maria    | Maria    | Maria    | Maria    |  |  | Carol    | Carol    | Carol    | Carol    | Carol    | Carol    |  |  | Claudia | Claudia | Claudia | Claudia | Claudia | Claudia |  |  | II   | II   | II   | II   | II   | II   |
| |         |         |         |         |         |  |  |          |          |          |          |          |          |  |  |          |          |          |          |          |          |  |  |         |         |         |         |         |         |  |  | III  |      |      |      |      |      |
| |         |         |         |         |         |  |  |          |          |          |          |          |          |  |  |          |          |          |          |          |          |  |  |         |         |         |         |         |         |  |  |      |      |      |      |      |      |
| Daiana | Daiana  | Daiana  | Daiana  | Daiana  | Daiana  |  |  | David    | David    | David    | David    | David    | David    |  |  | Daniela  | Daniela  | Daniela  | Daniela  | Daniela  | Daniela  |  |  | Ionel   | Ionel   | Ionel   | Ionel   | Ionel   | Ionel   |  |  |      |      |      |      |      |      |
| Daiana | Daiana  | Daiana  | Daiana  | Daiana  | Daiana  |  |  | David    | David    | David    | David    | David    | David    |  |  | Daniela  | Daniela  | Daniela  | Daniela  | Daniela  | Daniela  |  |  | Ionel   | Ionel   | Ionel   | Ionel   | Ionel   | Ionel   |  |  |      |      |      |      |      |      |
| |         |         |         |         |         |  |  |          |          |          |          |          |          |  |  |          |          |          |          |          |          |  |  |         |         |         |         |         |         |  |  |      |      |      |      |      |      |
| |         |         |         |         |         |  |  |          |          |          |          |          |          |  |  |          |          |          |          |          |          |  |  |         |         |         |         |         |         |  |  |      |      |      |      |      |      |
| Felicia | Felicia | Felicia | Felicia | Felicia | Felicia |  |  | Valentin | Valentin | Valentin | Valentin | Valentin | Valentin |  |  | George   | George   | George   | George   | George   | George   |  |  | Elena   | Elena   | Elena   | Elena   | Elena   | Elena   |  |  |      |      |      |      |      |      |
| Felicia | Felicia | Felicia | Felicia | Felicia | Felicia |  |  | Valentin | Valentin | Valentin | Valentin | Valentin | Valentin |  |  | George   | George   | George   | George   | George   | George   |  |  | Elena   | Elena   | Elena   | Elena   | Elena   | Elena   |  |  |      |      |      |      |      |      |
| |         |         |         |         |         |  |  |          |          |          |          |          |          |  |  |          |          |          |          |          |          |  |  |         |         |         |         |         |         |  |  |      |      |      |      |      |      |
| |         |         |         |         |         |  |  |          |          |          |          |          |          |  |  |          |          |          |          |          |          |  |  |         |         |         |         |         |         |  |  |      |      |      |      |      |      |
| |         |         |         |         |         |  |  | Medeea   | Medeea   | Medeea   | Medeea   | Medeea   | Medeea   |  |  | Adina    | Adina    | Adina    | Adina    | Adina    | Adina    |  |  |         |         |         |         |         |         |  |  |      |      |      |      |      |      |

### Relații fără legătură de sânge
Verii vitregi sunt fie copiii vitregi ai mătușii sau unchiului unei persoane, fie nepoții și nepoatele părintelui vitreg al unei persoane, fie copiii fratelui vitreg al unui părinte. Un văr afin este vărul soțului sau soției unei persoane sau soțul vărului unei persoane. Un copil al unui frate al unei mătuși sau al unui unchi prin căsătorie ar fi, de asemenea, un văr afin. Niciuna dintre aceste relații nu are legătură de sânge.

## Legătura juridică
Din punct de vedere juridic, pentru o persoană dată, vărul este rudă de gradul IV, iar soția vărului este afin de gradul IV.

### Reproducere
Cuplurile care sunt înrudite îndeaproape au o șansă mai mare de a împărtăși genele, inclusiv mutațiile care au apărut în arborele lor genealogic. În cazul în care mutația este o trăsătură recesivă, aceasta nu se va dezvălui decât dacă atât tatăl, cât și mama o împărtășesc. Datorită riscului ca trăsătura să fie dăunătoare, copiii părinților cu grad ridicat de consangvinitate au un risc crescut de a suferi de tulburări genetice. A se vedea incest pentru mai multe informații.
Cuplurile înrudite îndeaproape au mai mulți copii. Cuplurile înrudite cu o consangvinitate echivalentă cu cea a verilor de gradul trei au cel mai mare succes reproductiv. Acest lucru pare contraintuitiv, deoarece părinții foarte apropiați au o probabilitate mai mare de a avea urmași inapți, însă o rudenie mai strânsă poate, de asemenea, să scadă probabilitatea de incompatibilitate imunologică în timpul sarcinii.

### Căsătorie între verișori
Căsătoria între veri primari legală
     Legală cu anumite restricții
     Legalitatea depinde de cultură sau religie
     Interzisă cu excepții
     Căsătoria interzisă, dar neconsiderată crimă
     Crimă
     Date indisponibile

Legalitatea la nivel global a căsătoriilor între veri primari.
Căsătoria între veri primari legală
Legală cu anumite restricții
Legalitatea depinde de cultură sau religie
Interzisă cu excepții
Căsătoria interzisă, dar neconsiderată crimă
Crimă
Date indisponibile

Căsătoria între verișori este importantă în mai multe teorii antropologice, care fac adesea diferența între veri paraleli și veri încrucișați matriarhali și patriarhali.
În prezent, aproximativ 10 % și, din punct de vedere istoric, până la 80 % din toate căsătoriile sunt între verișori de gradul I sau II. Căsătoriile dintre veri sunt, în mod tradițional, aranjate de familie. Antropologii consideră că este folosită ca un instrument pentru a consolida familia, pentru a-i conserva bogăția, pentru a-i proteja patrimoniul cultural și pentru a păstra structura și locul acesteia în comunitate. Unele grupuri încurajează căsătoria între verișori, în timp ce altele îi atribuie un stigmat social puternic. 
În unele regiuni din Orientul Mijlociu, mai mult de jumătate din toate căsătoriile sunt între verișori de gradul I sau II (în unele dintre țările din această regiune, acest lucru poate depăși 70%). Chiar în afara acestei regiuni, este adesea legală, dar puțin frecventă. Multe culturi au încurajat în mod specific căsătoriile între verișori. În alte locuri, este interzisă din punct de vedere legal și este echivalentă din punct de vedere cultural cu incestul. Susținătorii căsătoriei între verișori consideră adesea interdicția drept discriminare, în timp ce oponenții invocă potențiala imoralitate și citează rata crescută a malformațiilor congenitale la copiii rezultați din căsătoriile între verișori.

## Sfere de folosire a termenului „văr”
Termenii „văr”, „vară” au o sferă mai largă decât aceea a indicării gradului de rudenie între descendenți. De exemplu, în special, termenul „văr”, la vocativ masculin: „Vere!”, nu ține seama de asemenea limite atunci când este folosit într-o adresare familiară către un prieten sau un cunoscut, întrebuințându-se, uneori, și forma diminutivală „Vericule!”.